# بربرها
با بربرها (مجموعه تلویزیونی) اشتباه نشود.

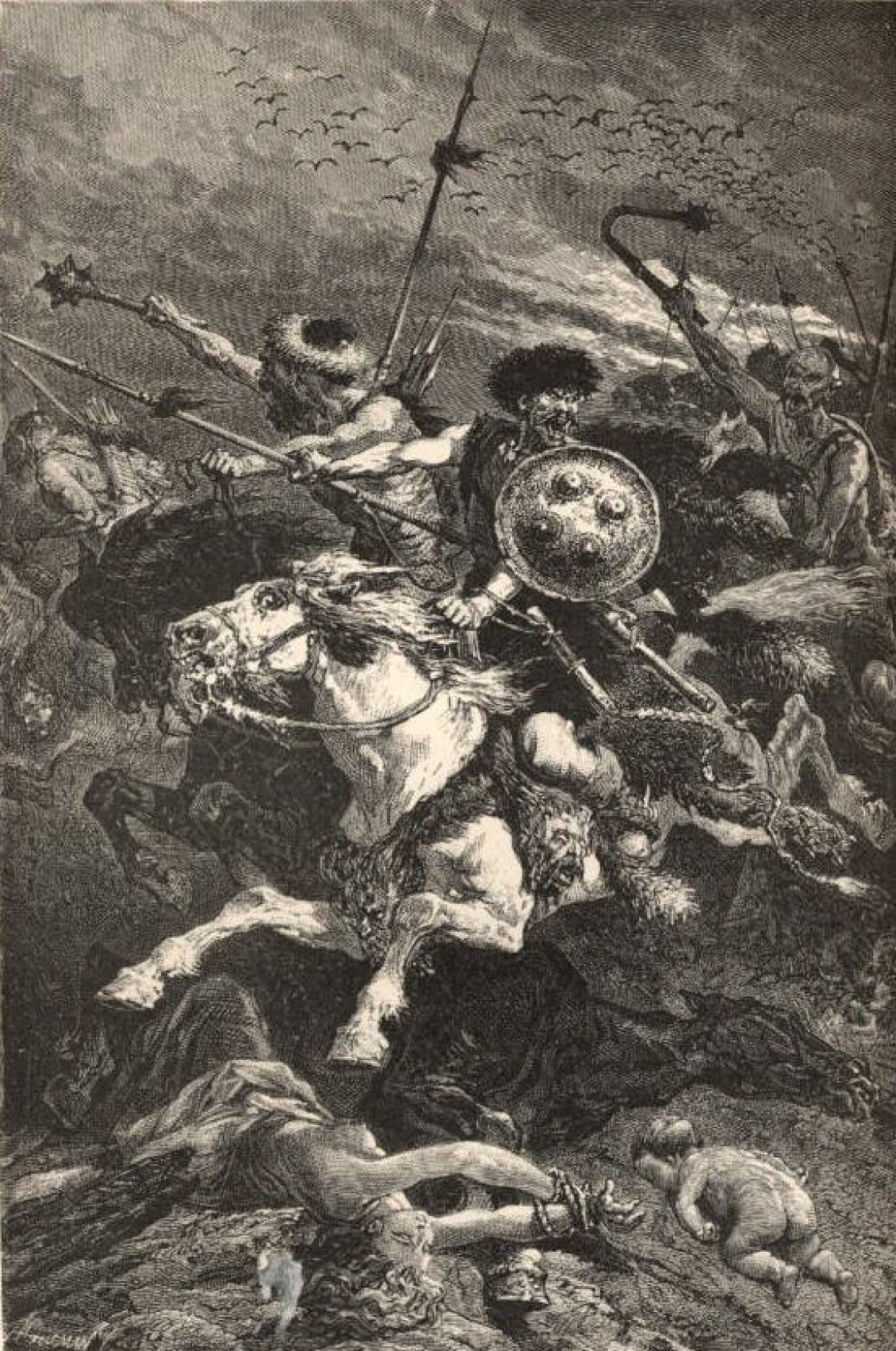
نگاره‌ای مربوط به سدهٔ ۱۹ میلادی اثر آلفونس دو نوویل نقاش فرانسوی، در اینجا هون‌ها به عنوان بربر تصویر شده‌اند.

بربر انسانی است که تصور می‌شود غیر متمدن یا حتی وحشی است. به‌طور سنتی نام‌گذاری این واژه معمولاً به صورت کلی‌گویی براساس کلیشه‌های قدیمی و تاریخی مشهور اعمال می‌شود. از این منظر بربرها می‌توانند اعضای هر قومی باشند که توسط برخی از افراد از همان طایفه دارای تمدن و نظم کمتر ارزیابی می‌شوند در اصطلاحات مجازی «بربر» ممکن است اشاره ای فردی به شخصی وحشی، بیرحم، جنگ‌طلب و بی‌احساس باشد.
از لحاظ تاریخی واژهٔ «بربر» به تمامی اقوام شمالی آفریقا _ نواحی شمالی شبه‌جزیره بالکان و شبه‌جزیره ایتالیا - و بربرهای شمالی گفته می‌شود که از دریای سیاه تا شبه‌جزیره ایبری گسترده بودند. (یونانیان نیز در عهد باستان به غیر یونانی‌ها بربر می‌گفتند که در ادامه به آن پرداخته خواهد شد) در سدهٔ پنجم میلادی، مرزهای امپراتوری روم غربی مورد تاخت و تاز «بربرهایی» که تشنهٔ تصرف سرزمین‌های تازه بودند قرار گرفت. بربرهای گوت، وندال، بورگوندی، فرانک، ساکسون و آنگل که از نژاد ژرمن بودند و همچنین هون‌ها تحت فرماندهی آتیلا در این تاخت و تاز شرکت داشتند. رومی‌ها در بعضی موارد با بربرها مصالحه می‌کردند. گاهی نیز با ایجاد تفرقه در بین قبایل، آن‌ها را تضعیف می‌کردند. سرانجام در اواخر قرن پنجم میلادی، امپراتوری روم غربی از هم پاشید و بربرها حکومت‌های پادشاهی جدیدی در اروپا بنا نهادند.
خود اصطلاح «بربر» به فرانسوی barbarin و به یونانی (از ریشهٔ barbaroi یونانی) که از ابداعات یونانیان باستان بود، در آغاز، خطاب به هر انسان غیریونانی و غیرمتکلم به زبان یونانی، فاقد رفتار و کردار یونانی و ساکن در سرزمینی غیر از یونان- به ویژه ترک‌ها و مصریان - به کار برده می‌شد. به سادگی نمی‌توان ریشه‌های این اصطلاح را شناسایی کرد؛ اما یکی از نظریه‌های پذیرفته شده‌تر این است که می‌گوید اصطلاح یاد شده اصطلاحی نام‌آوایی است: «bar-bar-bar» برای کسانی که گوش تشخیص‌دهنده ندارند می‌تواند مانند همان زبان‌های بیگانه باشد، و به همین دلیل بوده که متکلمان به زبان‌های غیریونانی، کم‌کم در اشاره به «دیگران» از اصطلاحات نام‌آوایی استفاده کردند.
وقتی رومی‌ها این اصطلاح را برگزیدند و پذیرفتند، مانند یونانی‌ها آن را در خطاب به دشمنانشان - قبایل اروپای شمالی - به کار گرفتند. حتی معروف بود که یونانی‌ها و رمی‌ها وقتی می‌خواستند با لحنی حقارت‌آمیز به یکدیگر اشاره کنند این اصطلاح را به کار می‌بردند.
تاسیت (۱۱۷–۵۶ میلادی) مورخ رمی در رسالهٔ خود با عنوان آلمان و قبایلش، توصیفی موشکافانه از دشمنان رم در شمال به عمل می‌آورد. این مقاله به عنوان شاخصی گویا از چگونگی نگرش رمیان به همسایگان شمالی خود بربرها را به شکل گونه‌ای وحشی نیک و اصیل و بزرگ‌منش مجسم می‌کند: جسور در پیکار؛ اما ناسپاس در برابر ظرافت‌های زندگی، مذهب‌گرا در رعایت سنت‌ها و رسوم ولی بی‌توجه به دیگر مسائل؛ کثیف و بدبو اما مهمان‌نواز و روراست.
یک اشتباه دیگر دربارهٔ بربرهای ژرمن که در طول سده‌های گذشته رواج یافت‌تمایل به دسته‌بندی یک‌جای تمام قبایل ژرمن بر اساس این فرض بود که بربرها هیچ فرقی با هم ندارند.
تاسیت مورخ و پژوهندگان معاصرش - و البته پژوهندگان در روزگار ما - معمولاً از بربرها به عنوان یک گروه واحد سخن می‌گویند؛ آن هم در زمانی که قبایل ساکن در اروپای شمالی با وجود تشابهات بسیاری که با هم داشتند، از دیدگاه رسوم و اعمال مذهبی و سنت‌های اجتماعی، آیین‌های تدفین مردگان و روش‌های اداری و سیاسی، بسیار گوناگون و با هم متفاوت بودند.

## فروپاشیامپراتوری روم غربی

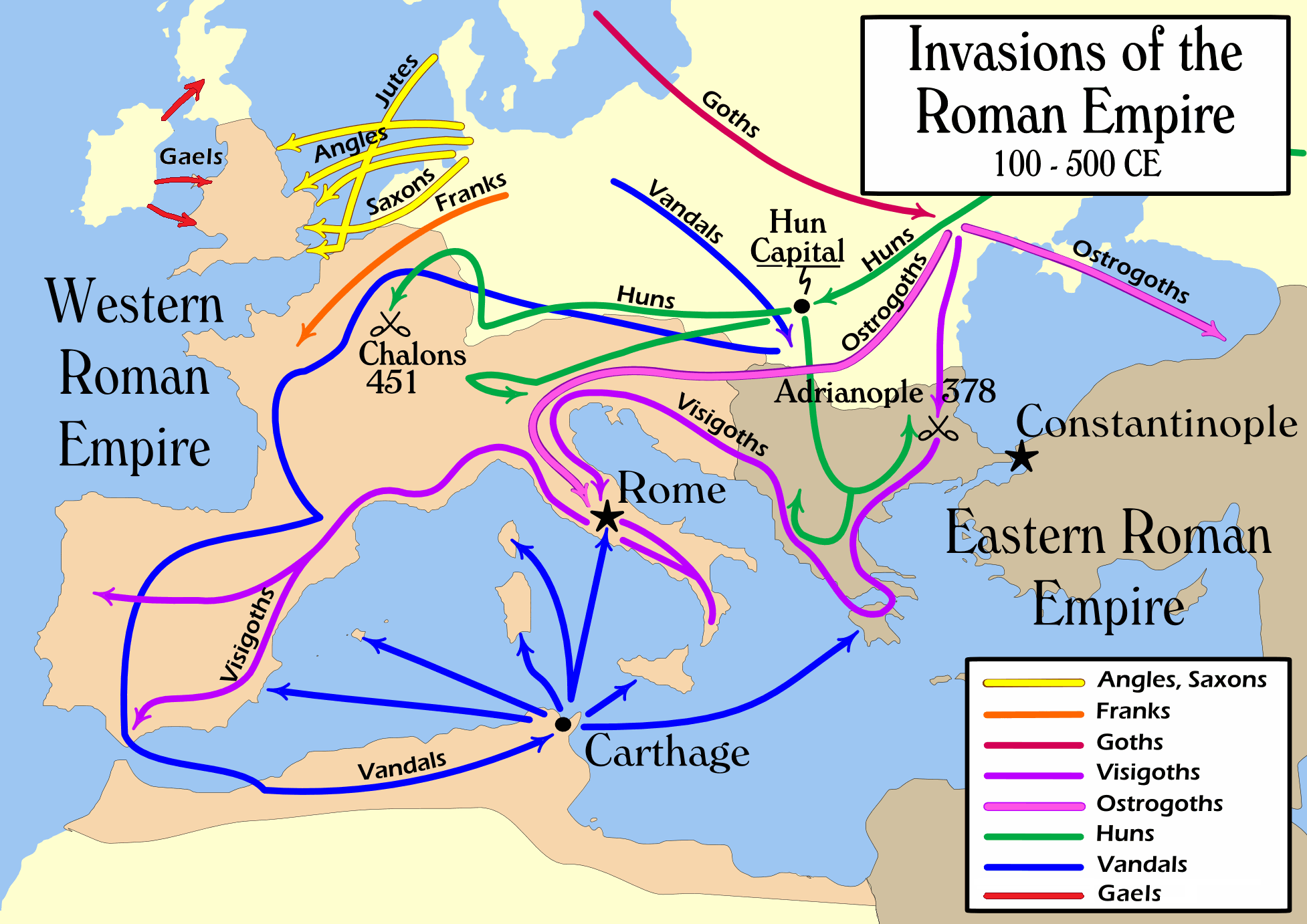
راه‌های تصرف‌شده توسط مهاجمان بربر در دوران هجوم بربرها، سده ۵ام پس از میلاد

در یک شب تابستانی در سال ۴۱۰ میلادی، «ویزیگوت» ها به شهر روم حمله کردند و به مدت سه روز بربرهای گرسنه، خانه‌های ثروتمندان را چپاول نمودند. در طول ۸۰۰ سال، این اولین باری بود که رم مورد حمله قرار گرفته بود. با انتشار خبر از این واقعه در سراسر قلمرو امپراتوری، مردم تصور کردند که دنیا به پایان خود رسیده‌است. حقیقتی که احساسات کمتری برمی‌انگیخت این بود که امپراتوری روم غربی، مدت زمانی بود که رو به زوال نهاده بود.

### دلایل سقوط
تا سال ۴۰۰ میلادی، جمعیت رم به شدت کاهش یافته بود. دلیل این کاهش روشن نیست، اما ممکن است بر اثر طاعون با الودگی‌های سربی حاصل از به‌کارگیری لوله‌های آب سربی یا ظروف غالبی سربی باشد. با این جمعیت کم، جمع‌آوری مالیات لازم برای اداره امپراتوری و دفاع از مرزهای طولانی آن مشکل بود. تولید محصولات کشاورزی نیز کاهش یافته بود، و حاکمان رم مجبور بودند برای تهیه غذا به استان‌هایشان در شمال آفریقا اتکا کنند.

### نیروی انسانی بربرها
امپراتوری روم برای تأمین نیروی انسانی لازم - سرباز و برده - به‌طور فزاینده‌ای به بربرها متکی می‌شد. در سپاه روم، تعداد زیادی سرباز بربر خدمت می‌کردند که توسط فرماندهان بربر رهبری می‌شدند. در واقع، بربرها به حدی در امپراتوری گسترش یافته بودند که امپراتور «هونوریوس» (۴۲۳–۳۹۵ م) از محبوبیت سبک مو و شلوار بربرها شاکی و نگران بود. تمام خانه‌های رم، بردگان بربر داشتند احتمالاً کسی که دروازه به روی «ویزیگوت» ها گشود یک بردهٔ بربر بود.

### حملهٔ دریایی واندال‌ها
حتی بعد از چپاول رم به‌دست «ویزیگوت» ها، شهر هنوز تا حدی آرام و امن بود. این بدان خاطر بود که نیروی دریایی رم اداره آبراه‌های که در دریایی مدیترانه برای تجارب و حمل و نقل مواد غذایی مورد استفاده قرار می‌گرفتند را در اختیار خود داشت. اما پس از آن‌که واندال‌ها در سال ۴۲۹ میلادی سواحل شمال آفریقا را فتح کردند، شهر روم محاصره شده و از منابع غذایی خود جدا گشت. در سال ۴۵۵ میلادی، واندال‌ها موفق شدند که با استفاده از نیروی دریایی خود به شهر رم حمله کنند. اما شهر رم علی‌رغم وضعیت دشوار و ضعیفش، هنوز تسلیم نشده بود.

### حکومت بربرها
در سال ۴۷۶ میلادی، آخرین امپراتور روم غربی توسط فرمانده سپاهان، «ادواسر» که یک بربر بود، از قدرت کنار زده شد. بدینسان، امپراتوری روم غربی، تحت سلطهٔ بربرها قرار گرفت.

### حقایق ثبت شده
یک زمین‌دار رومی که مجبور شده بود «به بربرهای بورگاندی» غذا بدهد، از غول‌های پر سر و صدایی که دهانشان بوی سیرو روغن می‌داد، شکایت می‌کرد. اما اقوام بورگاندی متمدن تر از اقوام «هون» بودند. گفته می‌شد که «بورگوندی‌ها» خون‌آشام بوده و آنقدر سوارکاری می‌کردند که به‌سختی می‌توانستند راه بروند. رومی‌ها به آتیلا به‌عنوان «کوتوله‌ای زشت که وحشیانه به این سو و آن سو نگاه کرده و از ترساندن مردم لذت می‌برد»، می‌نگریستند.

## رویدادهای مهم دوران بربرها
- ۲۷۰ میلاد
- «گوت‌ها» ی اسکادیناوی وارد استان «داسیا» (رومانی کنونی) در امپراتوری روم می‌شوند و در آنجا به دو گروه تقسیم می‌شوند «استرگوت» (گوت‌های شرقی) و «ویزیگوت» (گوت‌های غربی یا سجاع).
- ۳۷۸ میلادی

«ویزیگوت» ها در شهر «آذریانوپل» ترکیه، در حال فرار از دست هون‌ها، علیه سلطهٔ رومیان شورش کرده و امپراتور را که «والنز» نام داشت، می‌کشتند.
- حدود ۴۰۶ میلادی

واندال‌ها (که احتمالاً از مناطق بالتیک مهاجرت کرده بودند) از رودخانه راین گذشته و وارد سرزمین «گل» (فرانسه کنونی) می‌شوند. آن‌ها توسط اقوام «بورگوندی» تعقیب می‌شوند.
- ۴۱۰ میلادی

نیروهای تحت امر «آلاریک»، فرمانده ویزیگوت‌ها، با تخریب شهر رم دنیای متمدن را متحیر می‌کنند.
- ۴۱۹ میلادی

وندال‌ها در اسپانیا با استفاده از نیروی دریایی خود، سواحل شمال آفریقا را فتح کرده و راه انتقال مواد غذایی به امپراتوری روم را قطع می‌کنند.
- ۴۴۲ میلادی

امپراتوری روم، پادشاه واندال‌ها، «گایسریک»، در شمال آفریقا به‌عنوان حاکمی مستقل به رسمیت می‌شناسد. «بریتون» های رومی آخرین تقاضای خود را برای محافظت در برابر حملات قبایل «آنگل»، «یوت»، و «ساکسون» به رم می‌فرستند.
- ۴۵۱ میلادی

هون‌ها به فرماندهی آتیلا به سرزمین «گل» حمله می‌کنند اما از نیروهای متحد رومی و «ویزیگوت» شکست می‌خوردند.
- ۴۵۲ میلادی

آتیلا به ایتالیا حمله می‌کند، اما قحطی و شیوع بیماری در میان نیروهایش او را مجبور به عقب‌نشینی به مجارستان می‌کند.
- ۴۵۳ میلادی

آتیلا در مجارستان، درحالی‌که مشغول طراحی حمله به قسطنطنیه بود، به‌طور ناگهانی می‌میرد. امپراتوری و سپاه وی به سرعت از هم می‌پاشد.
- ۴۵۵ میلادی

واندال‌ها تحت فرماندهی «گلیسریک»، شهر رم را غارت می‌کنند.
- ۴۷۶ میلادی

آخرین امپراتور غربی‌تبار روم، رومولوس آگوستولوس، توسط یکی از فرماندهانش به‌نام «ادواسر» که بربر بود، برکنار می‌شود.
- ۴۸۸ میلادی

«تئودرویک» از قوم «آستروگوت»، «ادواسر» را شکست داده و یک پادشاهی در ایتالیا بنیان می‌گذارد.

## واژهٔ بربر در گفتار و زندگی امروزی
واژهٔ «بربر» امروزه دقیقاً به همان معنی رایج در نزد رومیان به کار برده می‌شود؛ در توصیف هر فرد در حد فاصل بین بی‌فرهنگ (صدا درآوردن از دهان به هنگام خوردن و نوشیدن، رفتارهای زننده داشتن به هنگام سفر و مانند این‌ها) تا افراد وحشی (هر کسی در حد فاصل بین کیف‌قاپ‌ها و تروریست‌ها) از واژهٔ بربر استفاده می‌شود.
مشهورترین فرد بربر در فرهنگ عام غربی، کونن از آفریده‌های رابرت اروین هاورد نویسندهٔ رمان‌های مبتذل نام دارد. هاورد که رمان‌نویسی مبتذل را در دههٔ ۳۰ میلادی به اوج رسانده بود، شخصیت آثارش را نه فقط به شکل جنگاوری وحشی و ماهر بلکه به شکل رهبری تیزهوش و بااستعداد نشان می‌داد و مجسم می‌کرد که بر حسب نوع رمانش با زن‌ها بسیار محترمانه رفتار می‌کرد و جنگ را شرارتی ضروری می‌پنداشت.
اما از آن دهه به بعد، کونن انسان جای خود را به کونن بربر داده‌است که در انواع فیلم، کتاب‌های فکاهی، تلویزیون و بازی‌های ویدئویی حضور دارد. او یک جنایتکار روانی یک بعدی و آدمکش، شمشیرزنی ماهر، همیشه بی‌قرار و تشنه جنگیدن است. یک بانک آمریکایی اخیراً مجموعه‌ای از آگهی‌های تلویزیونی پخش کرده‌است که در آن‌ها دشمن مرگ‌آفرین مشتریان آینده خود – بانک‌هایی که نرخ‌های بالا از مردم می‌گیرند – را به شکل بربرهایی با لباس چرمین نشان می‌دهد که عنان اختیار از دست داده و به خیابان‌های حومه و حیاط‌های خلوت خانه‌های مردم یورش می‌آورند.